# 慈幼局
慈幼局是中国历史上專門收養棄嬰的官方機構，始于南宋。原本類似慈幼局的機構名稱不一，如慈幼庄、嬰兒局等，但基本上作用都是「為貧棄子所設」。南宋中期之後，為了避免百姓因貧窮而生子不舉殺嬰，成為嚴重的社會問題，在理宗嘉定年間由地方官倡建。到了理宗淳祐九年，始在臨安設慈幼局。到寶祐四年推行到全國，命令「天下諸州建慈幼局」。隔年又下詔「朕軫念軍民，無異一體。嘗令天下諸州建慈幼局……必使道路無啼饑之童」。朝廷的重視促進了各地慈幼局的普遍發展，出現「童幼不能自育者，則有慈幼局」的情形。南宋理宗時期所開創的慈幼機構，作為保護嬰兒的德政，對後世影響甚大。    
中國傳統以來就有生子不舉的情形發生，但在宋朝以前多是個案，原因大多是產育禁忌(如三胞胎以上)或時日禁忌(如不舉五月子)造成，解決方法多利用過繼、改姓等方式而非直接殺嬰。但到了宋朝開始出現像「二子一女」等關於生子的禁忌方式，殺嬰到了宋朝也逐漸變成風氣。宋朝「以文治國」的理念，加上在北宋後期，南宋前期與南宋後期這三個時期社會非常不穩定，為了使社會安定，宋朝朝廷致力於官方的慈善事業，如福田院、居養院、慈幼局等大量建立，這套制度將社會福利形成一套管理制度，在中國歷代以來的慈善事業都有著劃時代的意義。